# Ucieczka do zwycięstwa
Ucieczka do zwycięstwa (ang. Escape to Victory) – film powstały w 1981 roku.
Akcja dramatu rozgrywa się w niemieckim obozie jenieckim, gdzie nazistowscy eksperci od propagandy organizują mecz piłki nożnej pomiędzy alianckimi więźniami a drużyną niemiecką.
Fabuła filmu w sposób luźny została oparta na meczu śmierci, który miał miejsce w 1942 roku w Kijowie.

## Obsada

### Aktorzy
| Aktor                  | Rola                   |
| ---------------------- | ---------------------- |
| Michael Caine          | kapitan John Colby     |
| Max von Sydow          | major Karl von Steiner |
| Sylvester Stallone     | Robert Hatch           |
| Tim Pigott-Smith       | major Rose             |
| Tom Ropelewski         | kapral Luis Fernandez  |
| Daniel Massey          | pułkownik Waldron      |
| Julian Curry           | Shurlock               |
| Zoltán Gera            | Viktor                 |
| Carole Laure           | Renee                  |
| Clive Merrison         | Fałszerz               |
| Arthur Brauss          | Lutz                   |
| Jurgen Andersen        | Cywil                  |
| Gary Waldhorn          | Mueller                |
| Jean-Francois Stevenin | Claude                 |
| Jack Lenoir            | Georges                |
| Benoit Ferreux         | Jean Paul              |
| Amidou                 | Andre                  |
| Maurice Roeves         | Pyrie                  |
| Anton Diffring         | komentator             |
| Michael Cochrane       | Farrell                |

### Piłkarze
| Piłkarz         | Rola            |
| --------------- | --------------- |
| Pelé            | Luis Fernandez  |
| Bobby Moore     | Terry Brady     |
| Kazimierz Deyna | Paweł Wołczek   |
| Paul Van Himst  | Michel Fileu    |
| Osvaldo Ardiles | Carlos Rey      |
| John Wark       | Arthur Hayes    |
| Co Prins        | Pieter Van Beck |

## Zdjęcia
Zdjęcia realizowane były na terenie Węgier (Budapeszt) i Francji (Paryż).